# Biserica Sfinții Teodori din Iași
Biserica „Sfinții Teodori” din Iași este situată pe strada Sf. Teodor nr. 14, o străduță mică care urcă către Bolta Rece și către Vila Sonet, casa memorială a poetului Mihai Codreanu. Deși o construcție monumentală, monument de arhitectură al secolului al-XVIII-lea, astăzi este ascunsă de blocurile masive de pe Bulevardul Independenței . 
Biserica, zidită între anii 1750-1761, a fost ridicată pe locul uneia mai vechi de lemn construită în anul 1665 de către marele vornic Solomon Bârlădeanul, locaș care s-a mistuit în incendiul din anul 1735. Hramul bisericii, ca și numele este reprezentat de Sfinții Teodori și anume Sf. M. Mc. Teodor Tiron și Sf. M. Mc. Teodor Stratilat.
De mare valoare, în afara stilului arhitectonic deosebit, este și iconostasul Bisericii „Sfinții Teodori”, care are icoane din trei epoci diferite, remarcabile fiind icoanele împărătești și icoana de hram a Sfinților Teodori, pictate la 1665, provenind de la vechea biserică de lemn a lui Solomon Bârlădeanul, primul ctitor al lăcașului. 